# Paragomphus interruptus
Paragomphus interruptus är en trollsländeart som beskrevs av Cammaerts 1968. Paragomphus interruptus ingår i släktet Paragomphus och familjen flodtrollsländor. IUCN kategoriserar arten globalt som otillräckligt studerad. Inga underarter finns listade i Catalogue of Life.